# Andrzej Niegolewski

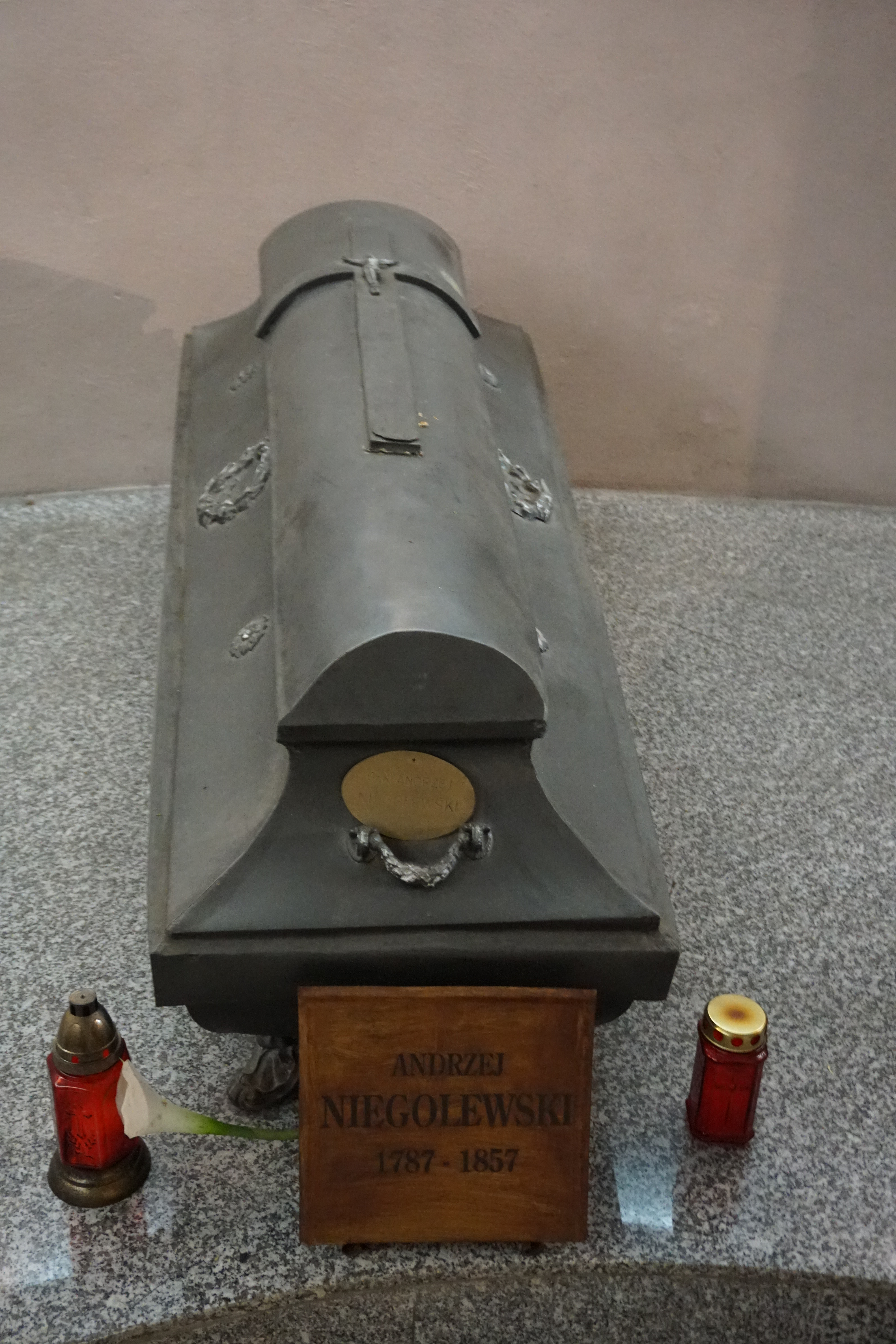
Trumna z prochami Andrzeja Niegolewskiego w krypcie Zasłużonych Wielkopolan

Andrzej Marcin Niegolewski herbu Grzymała (ur. 12 listopada 1787 w Bytyniu koło Szamotuł, zm. 18 lutego 1857 w Poznaniu) – pułkownik Wojska Polskiego, uczestnik kampanii napoleońskich, ziemianin, działacz społeczny.

## Życiorys
Był synem stolnika wschowskiego Felicjana i Magdaleny z Potockich herbu Szeliga. W listopadzie 1806 wstąpił w Poznaniu do szwadronu gwardii honorowej Napoleona, wkrótce został skierowany do 5. pułku jazdy polskiej; po krótkim czasie otrzymał promocję na podporucznika, potem na porucznika. Walczył na Pomorzu (pod Tczewem i Gdańskiem), a latem 1807 przeszedł do pułku gwardii lekkokonnej, w szeregach której odbył kampanię hiszpańską, biorąc m.in. udział w szarży pod Somosierrą w której jako jeden z nielicznych dotarł do czwartej i ostatniej baterii wroga na sam szczyt przełęczy odnosząc przy tym 9 ran od bagnetów i dwie od kul wroga. Za ten brawurowy wyczyn otrzymał prawdopodobnie od samego Napoleona Legię Honorową. W 1809 brał udział w kampanii austriackiej, a 1810–1811 ponownie walczył w Hiszpanii. W trakcie kampanii rosyjskiej 1812–1813 służył w sztabie głównym w stopniu kapitana. Pod koniec 1813 otrzymał urlop zdrowotny, przebywał jakiś czas w Paryżu; w grudniu 1814 powrócił do kraju i mieszkał w Niegolewie koło Buku, a po zawarciu małżeństwa z Anną z Krzyżanowskich (1816) w majątku żony Włościejewki koło Śremu. Przez kilkanaście lat zajmował się gospodarstwem.
Po wybuchu powstania listopadowego przedostał się do Warszawy. Otrzymał przydział do sztabu, następnie – promowany na pułkownika – dowodził pułkiem jazdy sandomierskiej (marzec-czerwiec 1831). Od czerwca 1831 służył w sztabie głównym, w sierpniu 1831 otrzymał Złoty Krzyż Virtuti Militari, ale już we wrześniu ze względów zdrowotnych otrzymał dymisję i powrócił do Wielkopolski. Nie uniknął represji – za udział w powstaniu został ukarany konfiskatą majątku i 9-miesięczną karą więzienia, którą odbył w twierdzy Cosel (ostatecznie karę zmniejszono o połowę).
W kolejnych latach zaliczał się do najaktywniejszych wielkopolskich działaczy społecznych. Przez wiele lat posłował do sejmu prowincjonalnego, występując w obronie języka polskiego w życiu publicznym Wielkiego Księstwa Poznańskiego.  Był deputowanym ze stanu rycerskiego z powiatów bukowskiego i obornickiego na sejm prowincjonalny Wielkiego Księstwa Poznańskiego w 1827, w 1830, w 1841 i w 1843 roku. Temu zagadnieniu poświęcił pracę Wola królewska i jej wykonanie w Wielkim Księstwie Poznańskim (Lipsk 1857). Publikował także wspomnienia ze służby wojskowej – Somo-Sierra (1854) i Les Polonais a Somo-Sierra (1854, 1855). Działał jako radca Ziemstwa Kredytowego Poznańskiego, był udziałowcem spółki Bazar w Poznaniu.
Wiek dorosły osiągnęło ośmioro z jego dzieci, pięć córek i trzech synów, m.in. Władysław Maurycy (1819–1885), prawnik i znany działacz społeczno-polityczny w Wielkopolsce oraz Kazimierz Niegolewski (1823-1885), żonaty z Heleną Ignacją Skórzewską herbu Drogosław (1835-1909).
Po śmierci pochowano go w grobowcu rodzinnym na cmentarzu w Buku. W niedzielę 14 października 1923 roku w Poznaniu prochy pułkownika Niegolewskiego oraz generałów Antoniego Kosińskiego i Józefa Wybickiego zostały uroczyście złożone w krypcie Zasłużonych Wielkopolan w kościele św. Wojciecha.